# Dionisio Cassitto
Dionisio Cassitto del patriziato di Ravello, conte di Ortenburg (Bonito, 28 gennaio 1809 – Avellino, 18 ottobre 1858) è stato uno scrittore, meteorologo e politico italiano.
Figlio dell'economista Federico Cassitto e di Carolina Viceré, studiò presso la prestigiosa scuola dell'abate Farina di Napoli e, tornato a Bonito, si perfezionò sotto la guida del padre in filosofia, diritto e greco.
Nel 1832 fu nominato giudice conciliatore, carica confermatagli per i cinque trienni successivi ed alla quale affiancò quelle di decurione del comune di Bonito per due quadrienni, consigliere distrettuale di Ariano (1838-41), consigliere provinciale (1842-45) e poi presidente del consiglio distrettuale di Ariano.
Componente del consiglio provinciale di Avellino, ne fu per due volte segretario e per un mandato presidente.
Socio e corrispondente dal 1832 alla morte della Società Economica del Principato Ultra fondata e lungamente diretta dal padre, pubblicò vari scritti nel Giornale Economico, in particolare occupandosi di sistema stradale, mentre condivise con il genitore la passione per la meteorologia studiando gli influssi di quest'ultima sulla vita animale e vegetale, compilando inoltre il resoconto Osservazioni meteorologiche in Bonito per gli anni 1852-1853.
Si dedicò alle lettere e alle leggi pubblicando una Laudazione funebre per Maria Cristina di Savoja regina delle Due Sicilie (Avellino, 1836) e una Difesa degli antichi privilegi di Apice nel Principato Ulteriore pel canonico Giuseppe Racioppi (Avellino, 1856).
Morì ancor giovane il 18 ottobre 1858 poiché, nonostante fosse ammalato, volle ugualmente partire da Bonito per accompagnare il figlio Federigo in collegio ad Avellino, ma qui le sue condizioni peggiorarono e dopo tre giorni morì, venendo poi sepolto nella tomba della famiglia Capozzi.